# Патристика
Патри́стика (от греч. πατήρ, лат. pater — отец) — философия и теология Отцов Церкви, то есть духовно-религиозных лидеров христианства в послеапостольские времена. Учения, выработанные Отцами Церкви, стали основополагающими для христианского религиозного мировоззрения. Патристика внесла огромный вклад в формирование этики и эстетики позднеантичного и средневекового общества.

## Систематизация
Выделяют римское и греческое направления патристики.
Традиционно проводят следующее деление:
1. Мужи апостольские, примыкающие непосредственно к апостолам.
2. Апологетические (защищающие) отцы II века, пытавшиеся, в частности, доказать совместимость христианского учения с греческой философией, причём иногда они представляли христианство в виде новой философии (Юстин, 100—167, затем Афинагор, вторая половина II века). Ко II веку относится спор с гностиками, на позиции которых переходит Тациан (вторая половина II века). Завершает этот период Тертуллиан.
3. III век и начало IV века характеризуются первыми попытками систематизации в области теологии и выдвижением вопроса о Христе, породившего многочисленные попытки его решения. Противоречащие друг другу положения воплотились, с одной стороны, в тезисе Афанасия (295—378), утверждавшего, что Христос божествен, а с другой — в отрицании Арием его божественности. В то время как философия Климента Александрийского была ещё не систематизированной, Ориген, заимствовавший из греческой философии её понятия и в значительной мере соглашавшийся с идеями неоплатоников, создал первую теологическую систему христианства (см. Александрийская философия).
4. В IV век и начало V века христианство впервые начинает исследовать свою историю. Догмат о Троице получает вскоре свою окончательную формулировку. Три Великих каппадокийца занимались систематизацией теологии в противовес арианизму.
5. С конца IV века, то есть с завершением процесса формулирования догм и с улучшением положения Церкви в империи, особенно после её признания в 313 году императором Константином Великим, уже замечается церковно-политический характер патристики, которая входит в историю как Латинская патристика. После Илария Пиктавийского, «Афанасия Запада» (310—367), и Амвросия Медиоланского, «латинского Филона» (340—397), Августин Блаженный ставит на первое место практическую церковную теологию и её претензии на руководство душами и святое посредничество[источник не указан 581 день]. Своим учением о божественном государстве («граде Божием») он закладывает фундамент исторической метафизики. Против этого учения, как полагают, боролся Пелагий (см. Пелагианизм).

На Руси были известны и пользовались высоким авторитетом произведения «отцов церкви», богословов и проповедников: Иоанна Златоуста, Григория Назианзина, Василия Великого, Григория Нисского, Афанасия Александрийского и др.
Высоко ценились на протяжении всего русского средневековья писатели-гомилеты (авторы поучений и проповедей). Наибольшим авторитетом пользовался Иоанн Златоуст (ум. в 407).

### Собрания творений Св. Отцов
- Святоотеческое наследие [Pagez.ru]
- Архив «Патрология» — ссылка на rar архив ~ 380 Мб. Папка состоит из материалов сайта Святоотеческое наследие [Pagez.ru] и различных патрологических трудов и трудов Св. Отцов, которых нет на pagez.ru
- Библиотека Святых отцов и церковных писателей — 11 070 трудов 685 авторов
- Святоотеческие тексты и жития святых
- Святоотеческое наследие
- Patrology — Myriobiblos, the e-text Library of the Chrurch of Greece
- Early Church Fathers